# Кусада
Кусада (англ. Coosada) — місто (англ. town) в США, в окрузі Елмор штату Алабама. Населення — 1217 осіб (2020).

## Географія

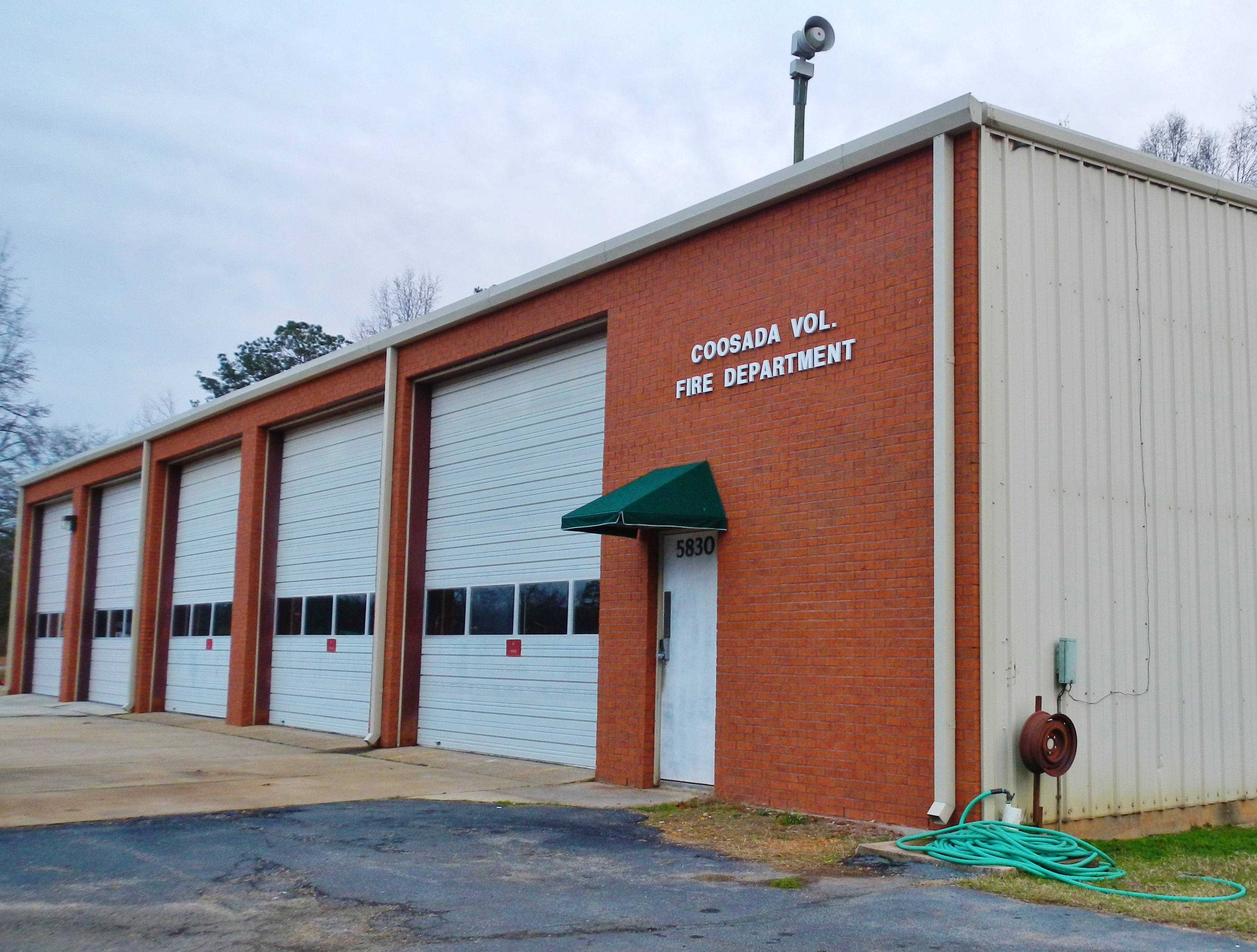
Будівля добровільної пожежної дружини

Кусада розташована за координатами 32°29′43″ пн. ш. 86°19′36″ зх. д. / 32.49528° пн. ш. 86.32667° зх. д. (32.495394, -86.326543), в 10 хвилинах їзди на північ від Монтгомері через річку Алабама. За даними Бюро перепису населення США в 2010 році місто мало площу 18,97 км², з яких 18,33 км² — суходіл та 0,64 км² — водойми.

## Демографія
Згідно з переписом 2010 року, у місті мешкали 1224 особи в 434 домогосподарствах у складі 340 родин. Густота населення становила 65 осіб/км². Було 487 помешкань (26/км²).
Расовий склад населення:
| - 57,7 % — білих - 40,0 % — чорних або афроамериканців - 0,4 % — корінних американців - 0,2 % — азіатів - 1,1 % — осіб інших рас |

До двох чи більше рас належало 0,7 %. Частка іспаномовних становила 2,9 % від усіх жителів.
За віковим діапазоном населення розподілялося таким чином: 27,0 % — особи молодші 18 років, 59,4 % — особи у віці 18—64 років, 13,6 % — особи у віці 65 років та старші. Медіана віку мешканця становила 38,1 року. На 100 осіб жіночої статі у місті припадало 96,5 чоловіків; на 100 жінок у віці від 18 років та старших — 96,9 чоловіків також старших 18 років.
Середній дохід на одне домашнє господарство становив 61 305 доларів США (медіана — 47 406), а середній дохід на одну сім'ю — 69 091 долар (медіана — 68 846). За межею бідності перебувало 23,5 % осіб, у тому числі 28,9 % дітей у віці до 18 років та 13,5 % осіб у віці 65 років та старших.
Цивільне працевлаштоване населення становило 507 осіб. Основні галузі зайнятості: освіта, охорона здоров'я та соціальна допомога — 24,7 %, виробництво — 20,5 %, публічна адміністрація — 17,9 %.